# Дудченко, Анатолий Викторович
Анатолий Викторович Дудченко (укр. Анатолій Вікторович Дудченко, род. 29 июня 1978 года, Днепропетровск) — украинский боксёр и тренер. Чемпион Украины 2005 года. Чемпион мира по версии WBF 2012 года и IBF 2013 года. Основатель и неизменный участник танцевального шоу «Dance or Death »

## Биография
Родился 29 июня 1978 года в Днепропетровске.
В 2005 году победил на чемпионате Украины по боксу в категории до 81 кг, а также принял участие в Кубке мира против сборной Южной Кореи.
В 2006 году перешёл в профессиональный бокс. Личный рекорд — 19 побед, 4 поражения. Среди его соперников были Элейдер Альварес, Наджиб Мохаммеди и другие. В 2012 году стал чемпионом по версии WBF. В 2013 году завоевал титул чемпиона в полутяжёлом весе по версии NABA, титул чемпиона IBF и получил приз 2013 FIGHT of the YEAR по версии издания «Черноморец» города Скадовск.
В 2015 году завершил спортивную карьеру и стал тренером. Одним из его учеников является Виктор Славинский.